# Valéry Mezague
Pour les articles homonymes, voir Mézague.
Valéry Mézague est un footballeur franco-camerounais né le 8 décembre 1983 à Marseille et mort le 15 novembre 2014 à  Toulon. Il évolue au poste de milieu de terrain relayeur du début des années 2000 au milieu des années 2010.
Formé au Montpellier HSC, il joue ensuite notamment au FC Sochaux, au Havre AC et au Vannes OC. Il compte sept sélections avec la sélection camerounaise et est finaliste de la Coupe des confédérations en 2003.
Son frère, Teddy, est également footballeur.

## Biographie
Valéry Mézague découvre le football dans un club de quartier, l'US Camerounaise de Marseille, où jouait son père puis, à neuf ans rejoint le Burel FC, autre club marseillais. Repéré par Roger Milla, recruteur au Montpellier HSC, il rejoint son centre de formation à quinze ans. Il dispute sa première rencontre avec l'équipe première lors d'un match de Coupe de France en décembre 2000, rencontre perdue sur le score d'un but à zéro face au FC Sète,. Il doit cependant attendre deux saisons de plus pour débuter en championnat, le 30 janvier 2002 lors d'un match à l'extérieur face au Stade rennais qui se conclut sur une défaite deux buts à zéro. L'année suivante, il devient un joueur important du MHSC finissant meilleur buteur du club avec six réalisations. 
En mars 2003, il est sélectionné à la fois en équipe de France espoirs et en sélection du Cameroun, il choisit alors d'opter pour les « Lions indomptables » et le 27 mars 2003, entre en jeu à la place de Salomon Olembe lors d'un match amical contre Madagascar. Avec la sélection camerounaise, il dispute en juin 2003 la Coupe des Confédérations. En finale, le Cameroun ne s'incline que sur le score de un but à zéro, face à la France, en prolongations, sur un but en or.
Fin juillet 2003, Valéry Mézague est gravement blessé dans un accident de la route. Victime d'un traumatisme crânien, il reste dans le coma pendant trois jours. Il revient sur les terrains quelques mois plus tard mais ne retrouve pas son niveau d'avant la blessure. « L’accident a clairement été un frein dans ma carrière » déclare-t-il en 2011. Cet accident annule le transfert qui était en train d'être négocié avec le Stade rennais. Le 31 août 2004, il est prêté un an avec option d'achat au Portsmouth FC pour la saison 2004-2005. Cette même saison, il participe avec le Cameroun à la coupe d'Afrique des nations. 
Au Portsmouth FC il est peu utilisé, son option d'achat n'est pas levée et il rentre au Montpellier HSC.
Il redevient titulaire en équipe première et son bon début de saison attire l'intérêt du FC Sochaux. En janvier 2006, il signe pour trois ans et demi avec les Sochaliens et retrouve la Ligue 1. Il n'arrive cependant pas à s'imposer au sein du club et ne fait pas partie du groupe qui remporte la Coupe de France en fin d'année. En août 2007, Valéry Mézague est prêté un an au Havre AC en Ligue 2. Il retrouve en fin d'année 2007 la sélection camerounaise et joue un match amical non officiel contre une sélection de Galice (1-1). Avec le HAC, il remporte le championnat de France de Ligue 2 mais en fin de saison, le Havre AC ne lève pas l'option d'achat et Valéry Mezague revient au FC Sochaux. Le 31 janvier 2009, il fait l'objet d'un nouveau prêt à La Berrichonne de Châteauroux, toujours en Ligue 2.
En fin de contrat avec le FC Sochaux, il s'engage en juillet 2009 avec le Vannes OC car « Le projet sportif est très intéressant et l'entraîneur me voulait vraiment ». Après une saison pleine, il est victime d'une fracture de fatigue du pied droit en début de saison suivante. Il dispute ensuite quatorze matchs de championnat avant de connaître, en avril 2011, la même blessure et doit alors mettre un terme à sa saison.
En septembre 2011, libre de tout contrat, il signe dans le club grec du Panetolikós FC, club promu en Superleague. Il dispute trois rencontres avant d'être libéré en janvier 2012. Après un an sans club, il rejoint en février 2013 Bury FC, club de League one. Il dispute sept rencontres avec ce club puis, en août 2014, après un an sans jouer s'engage avec le Sporting Toulon Var. 
Il est retrouvé mort dans son appartement de Toulon le 15 novembre 2014, victime d'un arrêt cardiaque lié à une cardiopathie.

## Statistiques
Le tableau ci-dessous résume les statistiques en match officiel de Valéry Mézague durant sa carrière de joueur professionnel,,,.
| Saison                | Club                   | Championnat           | Championnat | Championnat | Coupe nationale | Coupe nationale | Coupe de la Ligue | Coupe de la Ligue | Cameroun | Cameroun | Total | Total |
| Saison                | Club                   | Division              | M.          | B.          | M.              | B.              | M.                | B.                | M.       | B.       | M.    | B.    |
| 2000-2001             | Montpellier HSC        | Division 1            | -           | -           | 1               | 0               | -                 | -                 | -        | -        | 1     | 0     |
| 2001-2002             | Montpellier HSC        | Division 1            | 5           | 0           | -               | -               | -                 | -                 | -        | -        | 5     | 0     |
| 2002-2003             | Montpellier HSC        | Ligue 1               | 27          | 6           | 1               | 1               | 1                 | 0                 | 5        | 0        | 34    | 7     |
| 2003-2004             | Montpellier HSC        | Ligue 1               | 12          | 1           | -               | -               | -                 | -                 | 2        | 0        | 14    | 1     |
| 2004-2005             | Montpellier HSC        | Ligue 2               | 4           | 0           | -               | -               | -                 | -                 | -        | -        | 4     | 0     |
| 2004-2005             | Portsmouth FC (prêt)   | Premier League        | 11          | 0           | -               | -               | 3                 | 0                 | -        | -        | 14    | 0     |
| 2005-2006             | Montpellier HSC        | Ligue 2               | 9           | 3           | 2               | 0               | 2                 | 0                 | -        | -        | 13    | 3     |
| 2005-2006             | FC Sochaux-Montbéliard | Ligue 1               | 16          | 0           | 2               | 0               | -                 | -                 | -        | -        | 18    | 0     |
| 2006-2007             | FC Sochaux-Montbéliard | Ligue 1               | 9           | 0           | 2               | 0               | 1                 | 1                 | -        | -        | 12    | 1     |
| 2007-2008             | Le Havre AC (prêt)     | Ligue 2               | 28          | 3           | 2               | 0               | 2                 | 1                 | -        | -        | 32    | 4     |
| 2008-2009             | FC Sochaux-Montbéliard | Ligue 1               | 9           | 0           | -               | -               | 2                 | 0                 | -        | -        | 11    | 0     |
| 2008-2009             | LB Châteauroux (prêt)  | Ligue 2               | 16          | 2           | -               | -               | -                 | -                 | -        | -        | 16    | 2     |
| 2009-2010             | Vannes OC              | Ligue 2               | 32          | 4           | 2               | 0               | 2                 | 1                 | -        | -        | 36    | 5     |
| 2010-2011             | Vannes OC              | Ligue 2               | 14          | 1           | 2               | 0               | -                 | -                 | -        | -        | 16    | 1     |
| 2011-2012             | Panetolikós FC         | Superleague           | 3           | 0           | -               | -               | -                 | -                 | -        | -        | 3     | 0     |
| 2012-2013             | Bury FC                | League one            | 7           | 0           | -               | -               | -                 | -                 | -        | -        | 7     | 0     |
| 2014-2015             | Sporting Toulon Var    | CFA 2                 | 3           | 0           | -               | -               | -                 | -                 | -        | -        | 3     | 0     |
| Total sur la carrière | Total sur la carrière  | Total sur la carrière | 205         | 20          | 14              | 1               | 13                | 3                 | 7        | 0        | 239   | 24    |

## Palmarès
Valéry Mézague est champion de France de Ligue 2 en 2008 avec Le Havre AC. Avec le Cameroun, il compte sept sélections et, est finaliste de la Coupe des confédérations en 2003.